# Jordi Cadena i Casanovas
Jordi Cadena i Casanovas (Barcelona, 11 de març de 1947) és un director, guionista i productor de cinema català.
És un dels cineastes catalans contemporanis més importants, finalista dels premis Gaudí per Elisa K i La por, des del 1967 té un recorregut amb títols imprescindibles com És quan dormo que hi veig clar o La senyora, retrats de pintors extraordinaris com Guinovart, Tharrats o Vilacasas, documentals com Nits de Jazz o l'històric que va fer amb l'Albert Abril sobre la Diada de Catalunya del 1977. Ha sigut professor de Guió i Direcció a la Universitat Pompeu Fabra i a l'Institut Politècnic Sant Ignasi.
És la parella de Judith Colell, amb qui resideix a Sant Cugat del Vallès.

## Carrera
Després d'estudiar dret i periodisme, i gràcies a una beca de la Fundació Castellblanch, realitzà pràctiques de direcció a Varsòvia amb Krzysztof Zanussi. Treballa com a professor de guió i direcció a la Universitat Pompeu Fabra i a l'Institut Politècnic Sant Ignasi.
Va començar rodant els documentals: Alegría de la confusión (1974) i Taller y obra de Vila Casas (1975). El 1975 va fundar amb Pepón Coromina la productora de curtmetratges Ona Films, amb la que va dirigir Diada nacional de Catalunya 1977 (1977), dirigida amb Albert Abril, Casc Antic (1978), Setmana de la sanitat (1978), El dia del llibre (1982) i S'Ullestar s/n (1984). En la seva joventut va voler fer "un altre cinema", com ho testimonien curts inacabats de principis dels 70 sobre joves universitaris que va reprendre el 2010 amb Els passos perduts.
El 1977 es va donar a conèixer com a director amb el primer llargmetratge L'obscura història de la cosina Montse, protagonitzada per Ovidi Montllor, Ana Belén i Christa Leem, que adapta per primera vegada una novel·la de Juan Marsé al cinema. Va ser la pel·lícula pionera de la transició en el cinema de ficció en català, fet que va provocar moltes polèmiques. El 1980 escriu i dirigeix, al costat de Domènec Font, Octavi Martí i Ramon Sala, un episodi del llargmetratge Objetivo: Sexo. El 1981 estrenà Barcelona sud, un thriller amb quinquis, retrat dels barris baixos barcelonins amb un toc feminista, ja que compta amb la novetat que els protagonistes són dues dones i no la parella habitual de gàngster i policia.
Sis anys més tard va aconseguir un èxit comercial amb els desitjos morbosos de La senyora, a major glòria de Sílvia Tortosa, que es va poder veure a vint-i-un països i va recaptar a Espanya cent milions de pessetes.
Però Cadena es va revelar pròpiament com a cineasta amb És quan dormo que hi veig clar, un film de culte d'art i assaig en blanc i negre i en el qual va afrontar el repte d'abordar visualment i reflexivament la poesia de J.V. Foix.
Però, com si hagués de pagar la seva gosadia, aquí va començar una travessia amb dos films gairebé sense espectadors. El 1991 arribaria Els papers d'Aspern, basat en l'obra de Henry James i protagonitzat per Sílvia Munt, Josep Maria Pou, Rosa Novell, Hermann Bonnín i Amparo Soler Leal. Aquest treball fou reconegut amb la presència de la pel·lícula en diversos festivals internacionals, entre ells Sant Sebastià, el festival llatí de Chicago, la Setmana Internacional de Verona o al festival de Arcachon, en el que la Sílvia Munt va obtenir el premi a la millor interpretació femenina. L'estrena del film tingué lloc el 1992 en dues sales de París. La crítica francesa va dir d'ella, "no és una superproducció, però és un petit i bell film on el temps sembla detingut" o "...una actriu catalana a descobrir amb urgència, Sílvia Munt". Malgrat aquests reconeixements, la pel·lícula no s'estrenà a Barcelona, al Teatre de l'Eixample, fins al cap de quatre anys.
Amb el rodatge a París i Düsseldorf i amb Irene Jacobs com a protagonista, el 1992 comença a dirigir Nexe, una història d'amor inclassificable entre un home, una dona i un llangardaix. Un conte truculent en què una noia dubte entre perdre la seva virginitat amb un monstre o un estudiant de violoncel, interpretat per Àlex Casanovas. Al març de 1993, quan només li quedaven tres dies per concloure la filmació, el director va perdre el control sobre el que ja havia rodat a causa de l'embargament de la productora de la pel·lícula, Septimània Films. Una altra nova productora, In Vitro, aconseguia els drets dels negatius. Els problemes encara durarien un any més, moment en què el director va poder acabar el rodatge en una zona del poble de la Floresta adequada per esdevenir un poble búlgar, on comença la història de la pel·lícula.
Després de molt de temps sense rodar, el 2010, Cadena pren dos curtmetratges rodats a finals dels seixanta i mai muntats, i construeix un nou film bastint ponts amb material nou per al film, Els passos perduts, rodat en l'actualitat. Concebut com un díptic en el qual es mostra l'estil de vida de la joventut petit burgesa de finals dels seixanta i el dels joves contemporanis, el cineasta busca la relació entre la resistència política i juvenil a les imposicions de la dictadura i l'escapisme consumista de les noves generacions. Cadena construeix un relat on diferents maneres de fer cinema es donen de la mà, de la seva reconeguda filiació amb Antonioni i Jean-Luc Godard, fins referències a formes contemporànies de fer cinema i que de vegades recorden, per exemple, José Luis Guerin o fins i tot a algun passatge de Spike Jonze. Sense oblidar-nos de les referències a altres arts, tant en el vell com al nou material, des de la pintura de Gustav Klimt a la literatura d'Henrik Ibsen.
Conjuntament amb Judith Colell, el mateix any estrenà Elisa K, una revisió nouvelle vague de la narrativa cinematogràfica adaptant la novel·la Elisa Kiseljak de Lolita Bosch sobre la violació d'una nena d'onze anys. La cinta, en la que Aina Clotet ofereix un treball imponent, va impactar al Festival de Sant Sebastià, i va ser premiada amb el premi especial del jurat. Cadascun dirigeix una part: la de Cadena reflecteix l'estranyament d'una nena víctima d'un abús sexual; en l'altra, passat un temps, emergeix sobtadament el trauma. El treball de Cadena a Elisa K reprèn aquest camí interromput que comença a És quan dormo...: la depuració, la concisió poètica, la repetició en la sobrietat, la sensibilitat per l'enigmàtic, l'atenció al mínim gest, la subtilesa i, lligada a una mirada moral, l'absència d'efectisme en abordar la desgràcia que irromp en la quotidianitat.
El 2013 dirigí La por, inspirant de nou en la narrativa de Bosch, que signicà un pas més en la maduració d'un estil. En tot el film no podrem desprendre'ns de la por davant de la figura patriarcal (que simbolitza el poder que paralitza, disminueix la potència de l'altre i la seva vitalitat) tot i que està físicament absent. Però, encara que el fill (punt de vista del relat) sent la por de si mateix davant del que pugui heretar per via genètica del pare, La por parteix del domèstic per fer sentir que el Mal és l'abús de poder que es transmet en les relacions socioeconòmiques d'aquest món sinistre.
Fou un dels quinze fundadors del Col·legi de Directors de Cinema de Catalunya. Ha col·laborat a Fotogramas, Dirigido por..., Flash Foto, Ajoblanco, entre altres publicacions.

## Filmografia principal
- 1977 - L'obscura història de la cosina Montse, adaptació de la novel·la de Juan Marsé
- 1981 - Barcelona sud
- 1987 - La senyora
- 1989 - És quan dormo que hi veig clar
- 1991 - Els papers d'Aspern,[9] adaptació de la novel·la de Henry James
- 1995 - Nexe
- 2010 - Els passos perduts
- 2010 - Elisa K, codirigida amb Judith Colell, adaptació de la novel·la de Lolita Bosch
- 2013 - La por

## Premis i nominacions
Va rebre el premi de la Generalitat al millor director el 1988. Conjuntament amb Judith Colell va rebre el Premi Nacional de cultura en la categoria de cinema, "per l'autoria a quatre mans d'Elisa K (adaptació cinematogràfica del conte Elisa Kiseljak, de Lolita Bosch) tot conservant cadascú el seu estil, però sense perdre la coherència d'una història única, que ha merescut el reconeixement de la crítica nacional i internacional", segons va dir el jurat.

### Nominacions
- 2011: Gaudí al millor director per Elisa K
- 2011: Goya al millor guió adaptat per Elisa K
- 2014: Gaudí al millor director per La por
- 2014: Gaudí al millor guió per La por